# Goltdammer’s Archiv für Strafrecht
Goltdammer’s Archiv für Strafrecht ist eine wissenschaftliche Zeitschrift. Gebräuchlich ist auch der Kurztitel Goltdammers Archiv oder die Abkürzung GA.
Goltdammers Archiv gilt als älteste strafrechtliche Zeitschrift Deutschlands. Sie wurde 1853 durch den Richter Theodor Goltdammer begründet, der seit 1852 am Preußischen Obertribunal tätig war, dem höchsten Gerichtshof im Königreich Preußen. Die erste Ausgabe trug noch den Langtitel Archiv für Preußisches Strafrecht. Herausgegeben durch Goltdammer, Königl. Ober-Tribunalrath, aber als Kurztitel war seit jeher Goltdammers Archiv gebräuchlich. Der Langtitel der Zeitschrift wurde mehrfach geändert, und es gab auch einzelne Jahre, in denen keine Ausgabe erschienen ist, aber ungeachtet der Umbenennungen und der Unterbrechungen werden die Bände der Zeitschrift seit dem ersten Jahrgang 1853 durchgehend und fortlaufend nummeriert.
Anfangs erschien die Zeitschrift im Verlag der Deckerschen Oberhofbuchdruckerei, heute erscheint sie im Verlag C. F. Müller. Die Auflage betrug im Januar 2020 nach Verlagsangaben 700 Exemplare.
Digitalisate älterer Jahrgänge bis 1932 sind im Internet frei verfügbar.

## Geschichte

### Titel der Zeitschrift, Bandzählung, Digitalisate
Im Laufe der Zeit wechselte die Zeitschrift mehrfach ihren Namen und gibt damit die rechtspolitischen Entwicklungen jener Jahre wieder. Mit der Überführung des Preußischen Strafgesetzbuches in das Strafgesetzbuch des Norddeutschen Bundes und schließlich in das Reichsstrafgesetzbuch 1871 bekam die Zeitschrift den Titel Archiv für Gemeines Deutsches und für Preußisches Strafrecht. Schon wenige Jahre später, 1880, wurde der Titel in Archiv für Strafrecht geändert.
Von 1934 bis 1944  erschien die Zeitschrift unter dem Titel Deutsches Strafrecht. Strafrecht. Strafrechtspolitik. Strafprozess als  Ergänzungsblatt zur Deutschen Justiz und wurde von Roland Freisler herausgegeben. Zwischen 1945 und 1952 war das Erscheinen unterbrochen. Seit 1953, genau 100 Jahre nach der Begründung, erscheint die Zeitschrift unter dem heutigen Titel.
Die Zeitschrift trug folgende Titel:
| Titel                                                              | Bände     | Erscheinungsjahre  | Digitalisate   |
| ------------------------------------------------------------------ | --------- | ------------------ | -------------- |
| Archiv für Preußisches Strafrecht                                  | 1 bis 18  | 1853 bis 1870      | Via Wikisource |
| Archiv für Gemeines Deutsches und für Preußisches Strafrecht       | 19 bis 27 | 1871 bis 1879      | Via Wikisource |
| Archiv für Strafrecht                                              | 28 bis 46 | 1880 bis 1898/1899 | Via Wikisource |
| Archiv für Strafrecht und Strafprozeß                              | 47 bis 76 | 1900 bis 1932      | Via Wikisource |
| Deutsches Strafrecht. Strafrecht, Strafrechtspolitik, Strafprozess | 80 bis    | 1934 bis 1944      |                |
| Goltdammer’s Archiv für Strafrecht                                 |           | seit 1953          |                |

### Frühere Herausgeber der Zeitschrift
Herausgeber waren zunächst Goltdammer und Carl Hahn. Auch die Rechtslehrer Benno Mugdan und Albert Dalcke (1828–1900) waren in der Zeit von 1887 bis 1899 an der Herausgabe beteiligt. In der Zeit nach der Jahrhundertwende wurde die Zeitschrift in die Hände von Josef Kohler und Karl Klee (1876–1944) gegeben. Klee, der auch in der nationalsozialistischen Zeit mitwirkte, musste sich von 1934 bis 1944 die Aufgabe mit Roland Freisler und Otto Thierack teilen. In der Zeit von 1953 an wurde das Goltdammer’s Archiv unter den Ministerialbeamten Heinrich Grützner und Paul-Günter Pötz herausgegeben.

### Fehlzeiten
1889, 1902, 1916, 1922–1924, 1945–1952 erschienen keine Ausgaben.